# Eric Godard
Eric Godard (* 7. März 1980 in Vernon, British Columbia) ist ein ehemaliger kanadischer Eishockeyspieler und -trainer, der im Verlauf seiner aktiven Karriere zwischen 1997 und 2012 unter anderem 323 Spiele für die New York Islanders, Calgary Flames und Pittsburgh Penguins in der National Hockey League auf der Position des rechten Flügelstürmers bestritten hat. Mit den Pittsburgh Penguins gewann Godard im Jahr 2009 den Stanley Cup.

## Karriere
Eric Godard begann seine Karriere als Eishockeyspieler bei den Lethbridge Hurricanes, für die er von 1997 bis 2000 in der Western Hockey League aktiv war. In dieser Zeit wurde er am 24. September 1999 als Free Agent von den Florida Panthers unter Vertrag genommen, da er nie gedraftet worden war.
Nach je einer Spielzeit in der American Hockey League bei den Louisville Panthers und den Bridgeport Sound Tigers, gaben die Panthers ihn im Sommer 2002 an ihren Ligarivalen New York Islanders ab, für den er bis 2006 auf dem Eis stand. Anschließend spielte der Angreifer zwei Spielzeiten lang für die Calgary Flames, ehe er vor der Saison 2008/09 bei den Pittsburgh Penguins unterschrieb, mit denen er in dieser Spielzeit erstmals in seiner Laufbahn den Stanley Cup gewann. Sein Vertrag bei den Penguins lief bis zum Ende der Spielzeit 2010/11.
Im Juli 2011 unterzeichnete er als Free Agent einen Kontrakt für zwei Jahre bei den Dallas Stars. Dort kam er in der Saison 2011/12 aber ausschließlich für das Farmteam Texas Stars in der AHL zum Einsatz. Im Juni 2012 bezahlten die Stars Godard das verbleibende Jahr seines Vertrages aus, woraufhin dieser erneut zum Free Agent wurde. Nachdem er durch den Lockout keinen neuen Arbeitgeber gefunden hatte, gab der 32-Jährige im November 2012 das Ende seiner aktiven Karriere bekannt.
Zwischen Sommer 2013 und Sommer 2015 arbeitete Godard jeweils ein Jahr als Assistenztrainer bei den Salmon Arm Silverbacks und Vernon Vipers in der British Columbia Hockey League.

## Erfolge und Auszeichnungen
- 2009 Stanley-Cup-Gewinn mit den Pittsburgh Penguins

## Karrierestatistik
(Legende zur Spielerstatistik: Sp oder GP = absolvierte Spiele; T oder G = erzielte Tore; V oder A = erzielte Assists; Pkt oder Pts = erzielte Scorerpunkte; SM oder PIM = erhaltene Strafminuten; +/− = Plus/Minus-Bilanz; PP = erzielte Überzahltore; SH = erzielte Unterzahltore; GW = erzielte Siegtore; 1 Play-downs/Relegation; Kursiv: Statistik nicht vollständig)